# موزه چمی

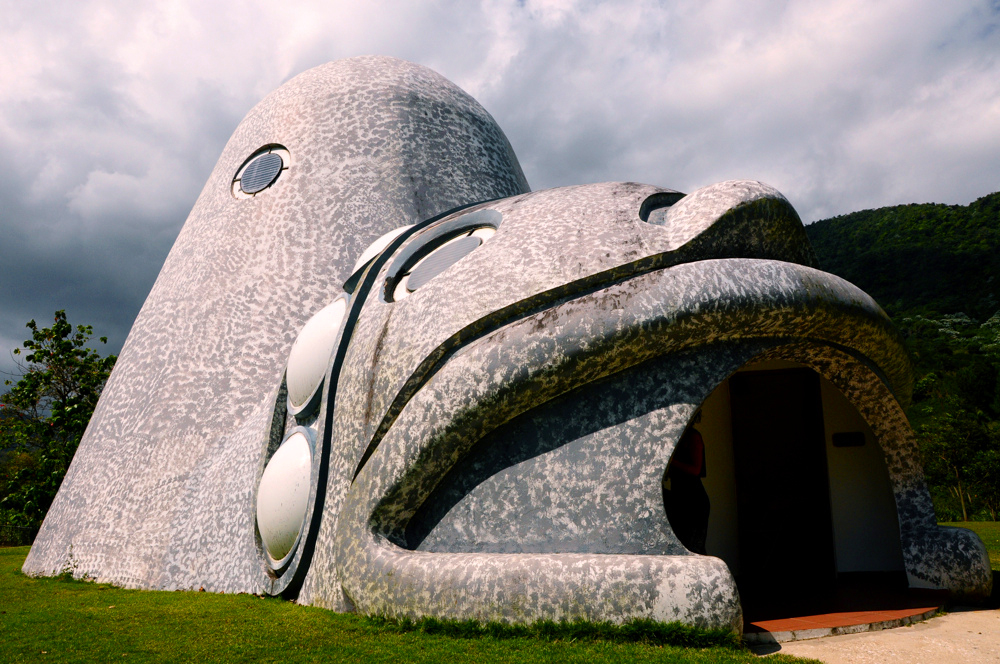
نمایی از موزه چمی

موزه چمی یک موزه تاریخی در کوابی باریو در جویویا، پورتوریکو است که در سال ۱۹۸۹ افتتاح شد. ساختمان موزه کپی یک چمی است و مصنوعات تائینو را به نمایش می‌گذارد.

## شرح
ساختمان موزه به شکل چمی، یک خدای تائینو طراحی و ساخته شده است و در بزرگراه پورتوریکو ۱۴۴ در کوابی، جویویا قرار دارد. افتتاح موزه در سال ۱۹۸۹ بود.
چمی‌ها خدایان تاینو بودند.

## نگارخانه

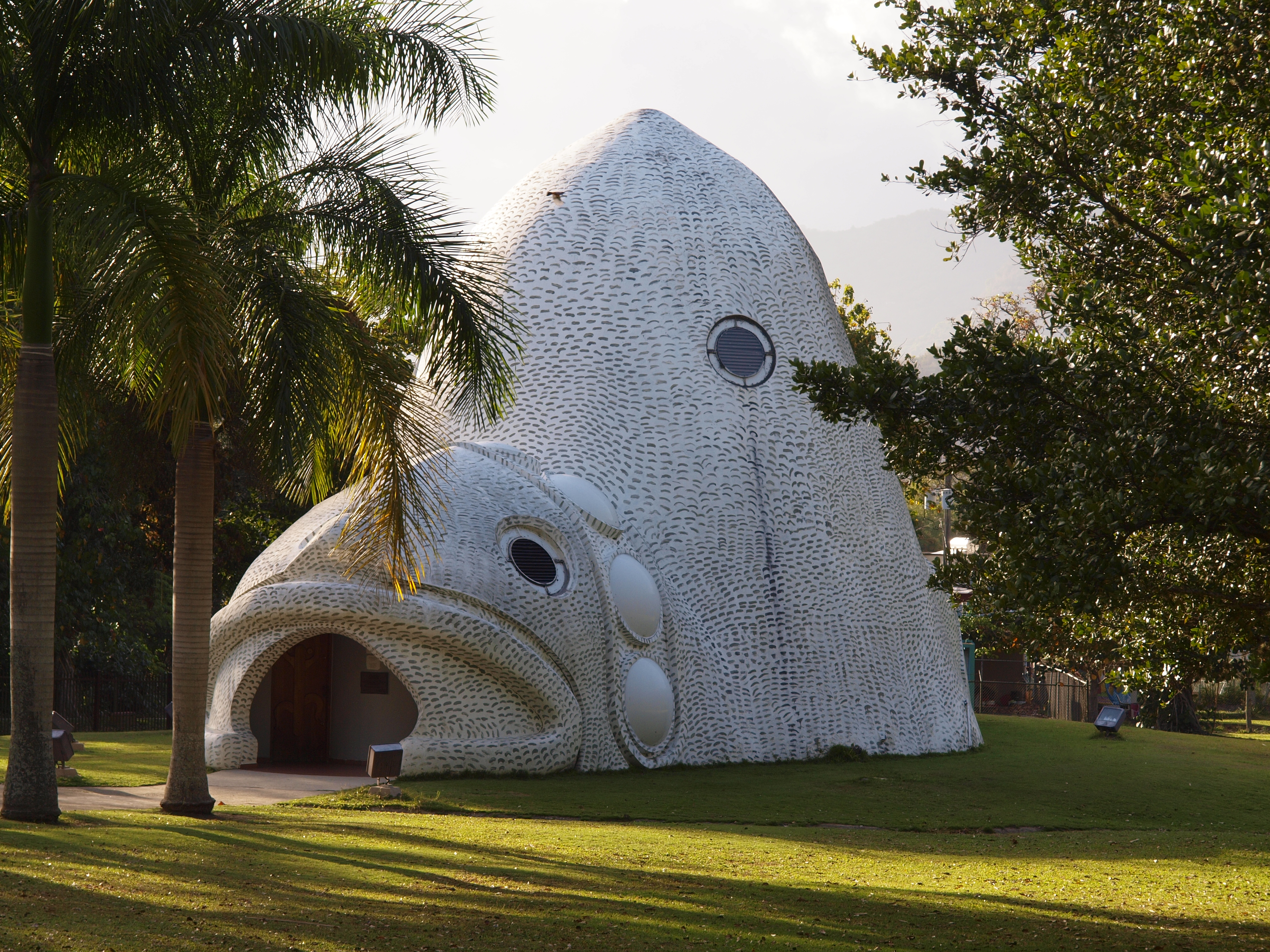
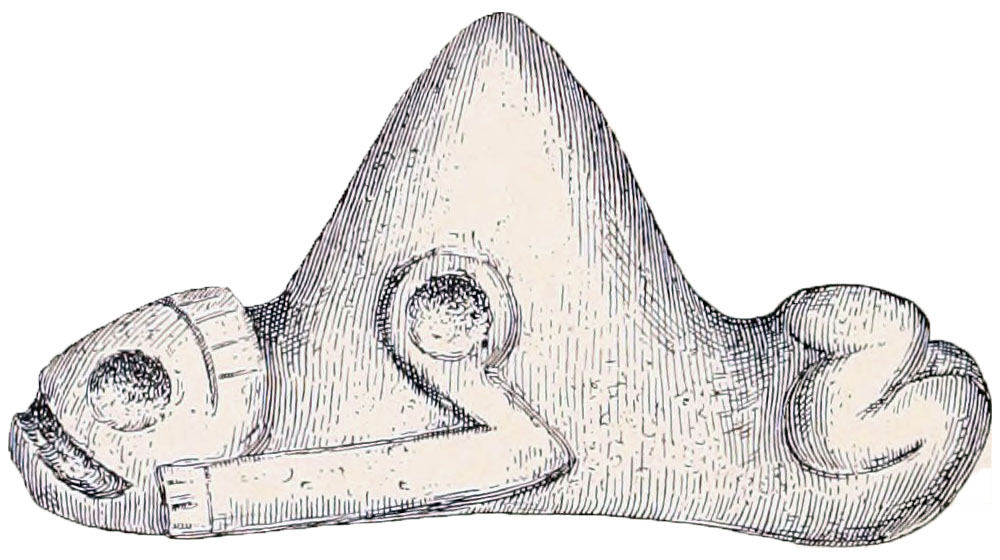
سنگ سه گوشه چمی نمونه‌ای است که متعلق به آقای یونگانیس از بایمون، پورتوریکو بود